# Wheatley, South Yorkshire
Wheatley är en ort i unparished area Doncaster, i distriktet Doncaster, i grevskapet South Yorkshire, i England. Wheatley var en civil parish 1866–1914 när blev den en del av Doncaster. Civil parish hade 5 363 invånare år 1911. Wheatley var ett distrikt 1900–1914. Byn nämndes i Domedagsboken (Domesday Book) år 1086, och kallades då Watelag/Watelage.